# Francis John Worsley Roughton
Francis John Worsley Roughton (* 6. Juni 1899 in Kettering; † 29. April 1972 in Cambridge) war ein britischer Biochemiker. Er entwickelte Methoden zum Studium schneller Reaktionen in Flüssigkeiten und war ein Entdecker der Carboanhydrase.

## Leben und Wirken
Roughton kam aus einer Familie mit einer langen Tradition als niedergelassene Ärzte in Kettering. Aufgrund von Tachykardie wählte Roughton eine andere Profession und war auch im Ersten Weltkrieg vom Wehrdienst verschont. Er studierte ab 1918 in Cambridge und wandte nach anfänglichem Medizinstudium der Chemie zu. Unter dem Einfluss Joseph Barcroft untersuchte er den Transport von Sauerstoff und Kohlendioxid im Blut. 1923 wurde er Fellow des Trinity College in Cambridge.
Anfang der 1920er Jahre war bekannt, dass ein rotes Blutkörperchen nur rund eine Sekunde brauchte, um eine Kapillare zu passieren. Die enzymatischen Reaktionen für den Gasaustausch mussten also sehr schnell ablaufen und Roughton untersuchte das mit einem von Hamilton Hartridge konstruierten Mischungsapparat, der zwei Flüssigkeiten in einer Zehntel Millisekunde vollständig mischen konnte. Der Stand der Reaktion von Sauerstoff oder Kohlendioxid mit den roten Blutkörperchen konnte über Lichtabsorption in einer Beobachtungsröhre festgestellt werden, durch die die Flüssigkeit mit bekannter mittlerer Geschwindigkeit floss. Die Reaktionsrate in Flüssigkeiten konnte damit 50.000 mal genauer bestimmt werden als vorher (von Minuten in den Bereich einer Millisekunde). In Experimenten zwischen 1923 und 1926 konnte er so zeigen, dass die Aufenthaltsdauer von roten Blutkörperchen in den Kapillaren für den Gasaustausch reicht.
1932 entdeckte mit Norman Urquhart Meldrum (1907–1933) unabhängig von den Amerikanern William C. Stadie und Helen O’Brien das für die Regulierung von Kohlendioxid aus dem Blut verantwortliche Enzym Carboanhydrase, das zu den schnellstwirkenden bekannten Enzymen gehört und Kohlendioxid in Bicarbonat im Blut umwandelt und umgekehrt bei zu hoher Konzentration von Bicarbonat, so dass es auch eine Rolle im Säure-Base-Gleichgewicht spielt.
Er untersuchte auch die direkte Bindung von Kohlendioxid in Roten Blutkörperchen an Aminogruppen unter Bildung von Carbamaten und fand dafür mit J. K. W. Ferguson Beweise. Bei Sauerstoffaufnahme in den Lungen wird dieser Karbamatanteil wieder abgegeben.
1955 unternahm er mit A. B. Otis und R. L. J. Lyster die bis dahin genauesten Bestimmungen der Bindungskonstanten von Sauerstoff an die vier Bindungsstellen im Hämoglobin. Er untersuchte auch die Diffusion von Sauerstoff durch Zellmembranen, wobei ihm seine mathematischen Fähigkeiten zugutekamen.
1923 bis 1927 war er Lecturer in Biochemie in Cambridge, von 1927 bis 1947 Lecturer in Physiologie und ab 1947 hatte er als Nachfolger von Eric Rideal den Lehrstuhl für Kolloidwissenschaft. Er war häufig in den USA und arbeitete im Zweiten Weltkrieg an der Harvard Business School über Ermüdungserscheinungen und befasste sich mit militärmedizinischen Fragen zu Kohlendioxid im Blut.
1925 heiratete er die Ärztin Alice Hopkinson, mit der er einen Sohn und eine Tochter hatte.
Zu seinen Doktoranden gehört Britton Chance.